# Guy Gardner (astronaut)
Guy Spence Gardner, född 6 januari 1948 i Altavista, Virginia, är en amerikansk astronaut uttagen i astronautgrupp 9 den 19 maj 1980.

## Rymdfärder
- STS-27
- STS-35